# Mongui Mbassa
Mongui Mbassa (ou Mongui) est une localité du Cameroun, située dans la région de l'Extrême-Nord, le département du Mayo-Danay et l'arrondissement de Gobo, à proximité de la frontière avec le Tchad. Il fait partie de la commune et de la ville de Gobo.

## Démographie
Lors du dernier recensement de 2005, on y a dénombré 1 312 habitants, dont 624 hommes et 688 femmes.